# Templo de Atenea Lindia
El Templo de Atenea Lindia fue un antiguo templo griego dedicado a la diosa Atenea Lindia en la ciudad de Lindos, en la isla de Rodas (actual Rodas), en Grecia. Sus ruinas se encuentran en la Acrópolis de Lindos, en la colina del castillo.

## Historia
El emplazamiento del templo de Atenea Lindia es un antiguo lugar de culto utilizado desde la prehistoria. Es posible que ya se utilizara como lugar de culto en el período minoico pregriega y en el período micénico posterior. El origen pregriego también se refleja en el nombre Lindia, que no es de origen griego. Lindia era originalmente una diosa independiente, más tarde asociada a la pangriega Atenea. El segundo epíteto de Atenea en el lugar era Polias, la patrona de la ciudad.

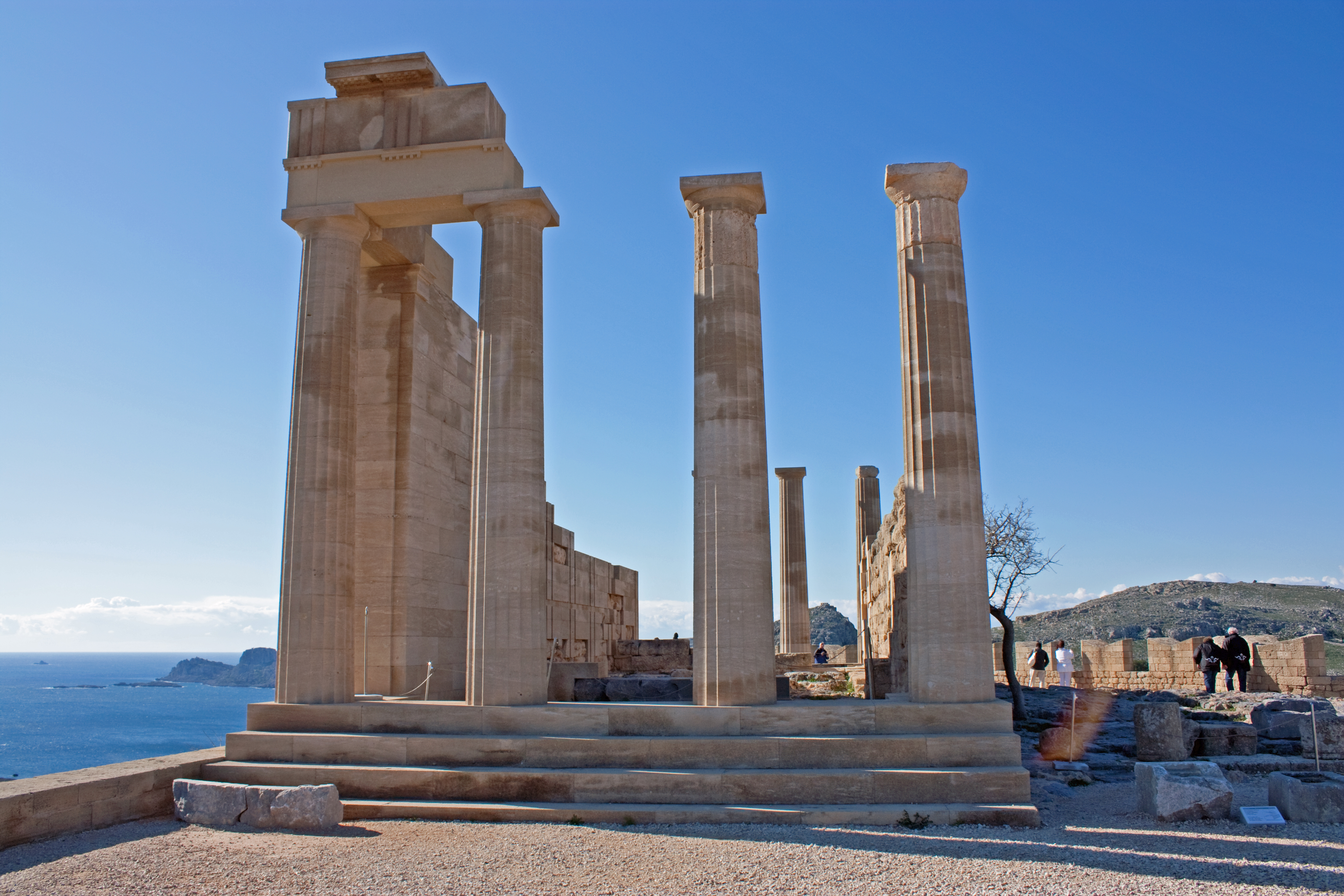
Extremo noreste del templo.

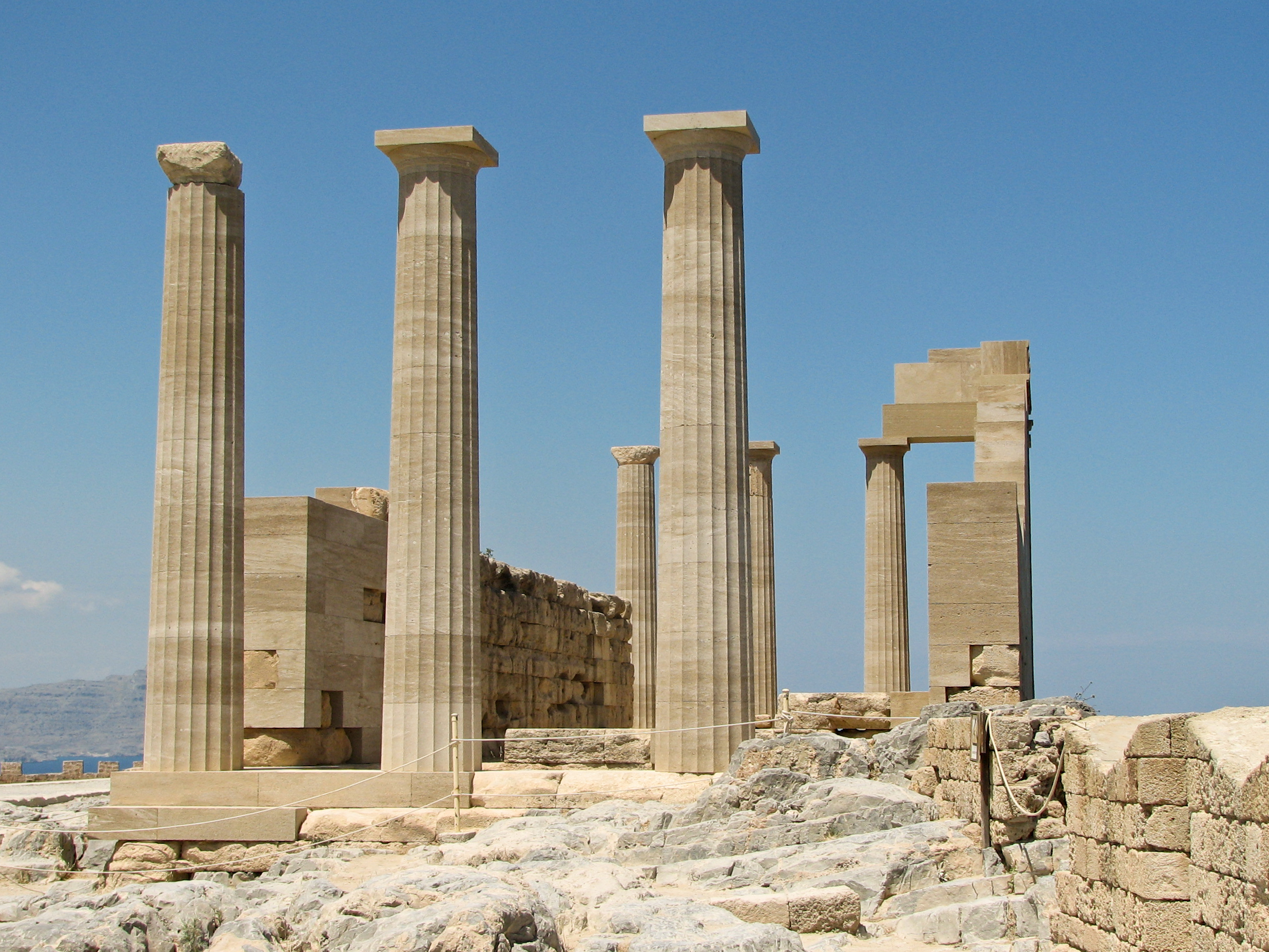
Extremo suroeste del templo.

En la mitología griega, se dice que el culto del lugar se creó a petición del dios del sol Helios. Cuando Atenea nació de la cabeza de Zeus, Helios ordenó a sus "hijos", los rodios, que construyeran el primer santuario para Atenea. Los rodios así lo hicieron, pero olvidaron traer un fuego. Por lo tanto, en el santuario se realizaban sacrificios incruentos, es decir, no se sacrificaban animales, cuyos restos solían quemarse en el fuego del altar, sino, por ejemplo, ofrendas a la tierra. Si el culto a Atenea Lindia en el yacimiento era efectivamente incruento, la práctica se desviaba de la práctica general griega. Esto puede ser un indicio de que el culto tuvo un origen antiguo. El mito se conoce por Píndaro (Olímpica VII, 35-49). Según otra versión del mito, el templo fue construido por Dánao o sus hijas danaides, que visitaron la isla desde el Antiguo Egipto.
El lugar de culto prehistórico original pudo estar en una gran cueva en la ladera oriental de la acrópolis, aproximadamente debajo del templo posterior. En la antigüedad, la acrópolis de arriba fue probablemente un santuario al aire libre o algún tipo de arboleda sagrada a más tardar en el período geométrico de 900-700 a. C. El templo se construyó en el lugar en la época arcaica en el 500 a. C. bajo el tirano Cleóbulo.
Era templo más importante de toda Rodas en la Antigüedad. Por este motivo, Lindos siguió siendo una ciudad importante incluso después de que Rodas se estableciera como centro común rodio en el año 408 a. C. El templo arcaico fue destruido por un incendio a finales del período clásico, hacia 350-342 a. C. Posteriormente, a principios del periodo helenístico, como muy tarde hacia el 300 a. C., se construyó un nuevo templo, cuyas ruinas se conservan hoy en día. Más tarde, también se construyeron un edificio monumental con propileos y una escalinata que conducía al templo.
Timaquidas escribió en el siglo I a. C., que según los mitos asociados al lugar, Heracles habría regalado al santuario dos escudos y Menelao y Paris un casco.  Históricamente se sabe, por ejemplo, que Filipo V donó al templo un escudo y un casco por cada diez enemigos derrotados en el año 211 a. C. También Alejandro Magno hizo una gran donación al templo.
En el período bizantino, el templo y la cueva de la acrópolis eran el lugar de culto de la Virgen María. En el siglo XIII, el templo pasó a formar parte de las fortificaciones construidas por los caballeros de la Orden de San Juan, junto con el resto de la acrópolis.
Las investigaciones arqueológicas del templo fueron llevadas a cabo por la Fundación danesa Carlsberg entre 1900 y 1914, inicialmente bajo la dirección de Karl Frederik Kinch y Christian Blinkenberg, y más tarde de Ejnar Dyggve. Los estudios se publicaron en varios volúmenes a partir de 1931. De 1910 a 1916 y de 1929 a 1932, el templo fue estudiado y restaurado por los arqueólogos italianos Amedeo Maiuri y Giulio Jacopi.

## Descripción

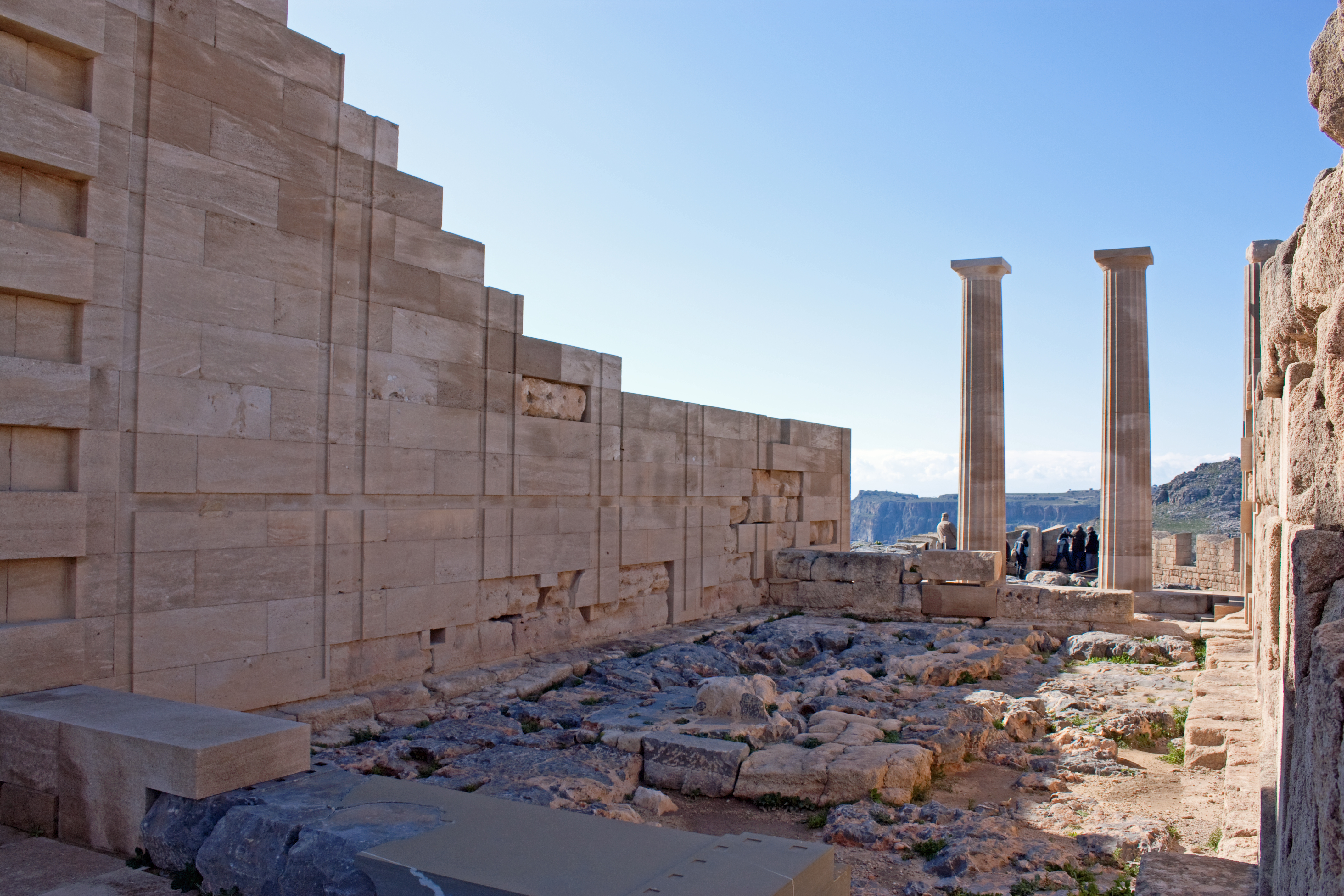
Interior del templo y muralla reconstruida.

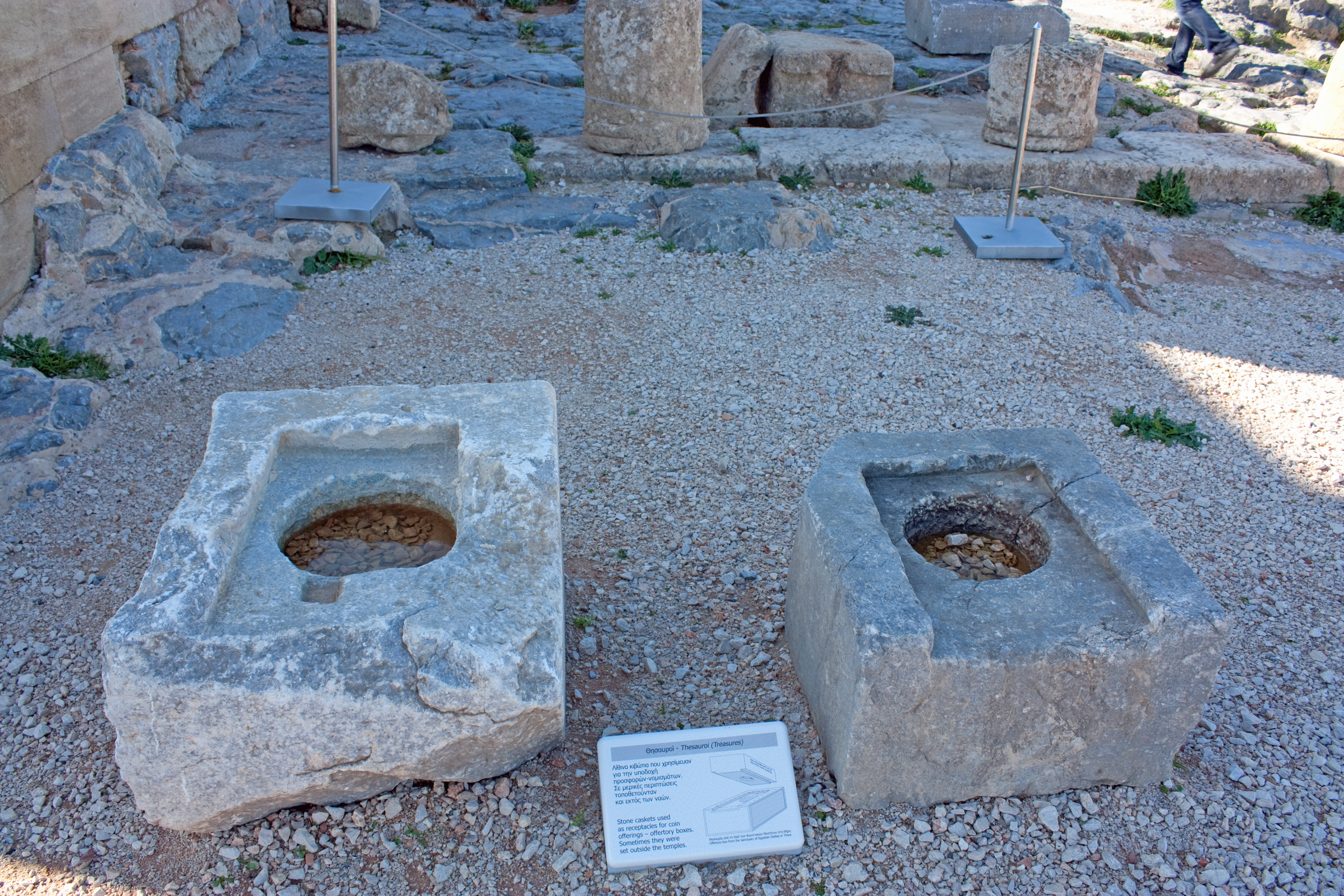
Cajas de piedra thesauroi para donaciones de dinero, etc. al templo.

Es relativamente pequeño en relación con su entorno arquitectónico natural y monumental. Mide aproximadamente 21,7 m de largo y 7,8 m de ancho. Está construido en dirección noreste-suroeste y orientado hacia el noreste, hacia la entrada de la acrópolis y los propileos. El templo era un anfipróstilo con cuatro columnas dóricas en cada extremo. El edificio se construyó con piedra caliza local.
En el interior había una imagen de culto de Atenea. Una imagen de culto anterior podría haber representado a Atenea sentada con un tocado especial "polo" decorado con joyas. Una imagen de culto posterior probablemente representaba a Atenea de pie con un escudo en la mano. Se parecía en muchos aspectos a la Atenea Pártenos esculpida por Fidias para el Partenón, pero la diosa seguía llevando un polos en lugar del casco más típico. Las imágenes de culto posiblemente eran de madera y marfil. No han sobrevivido restos de ninguna de ellas, pero se han hecho inferencias a partir de, entre otras cosas, estatuas votivas de terracota.
El altar de Atenea estaba situado fuera del templo, cerca de su esquina noroeste. Aunque se supone que el culto en este lugar era incruento, muchos de los hallazgos de la zona del témenos alrededor del templo, como huesos de animales y figuras de animales, sugieren sacrificios. En el templo y sus alrededores se han encontrado numerosos exvotos dedicados a Atenea, entre ellos un gran número de esculturas, joyas y piedras preciosas. Según el historiador Gorgón de Rodas, una oda escrita por Píndaro en honor del boxeador Diágoras de Rodas habría sido inscrita en letras de oro en el templo. Sin embargo, los estudiosos han sugerido que es más probable que la inscripción se encontrara en Ialisos, la ciudad natal de Diágoras.
Las ruinas del templo han sido muy restauradas por los italianos. La mayor parte de la construcción actual es de piedra nueva. Del edificio original quedan principalmente los muros y pequeñas partes de las columnas.